# یواس‌اس اوشنساید (ال‌اس‌ام-۱۷۵)
یواس‌اس اوشنساید (ال‌اس‌ام-۱۷۵) (به انگلیسی: USS Oceanside (LSM-175)) یک کشتی بود که طول آن ۲۰۳ فوت ۶ اینچ (۶۲٫۰۳ متر) بود. این کشتی در سال ۱۹۴۴ ساخته شد.